# Cansel Deniz
Cansel Deniz (en kazajo: Жансел Дениз, Zhansel Deniz; Stepnogorsk, URSS, 26 de agosto de 1991) es una deportista kazaja que compite en taekwondo.
En los Juegos Asiáticos obtuvo dos medallas, plata en 2018 y bronce en 2022, ambas en la categoría de +67 kg. Ganó dos medallas de plata en el Campeonato Asiático de Taekwondo, en los años 2021 y 2022.

## Palmarés internacional
| Juegos Asiáticos    | Juegos Asiáticos          | Juegos Asiáticos  | Juegos Asiáticos |
| Año                 | Lugar                     | Medalla           | Categoría        |
| ------------------- | ------------------------- | ----------------- | ---------------- |
| 2018                | Yakarta (Indonesia)       | Medalla de plata  | +67 kg           |
| 2022                | Hangzhou (China)          | Medalla de bronce | +67 kg           |
| Campeonato Asiático |                           |                   |                  |
| Año                 | Lugar                     | Medalla           | Categoría        |
| 2021                | Beirut (Líbano)           | Medalla de plata  | –73 kg           |
| 2022                | Chuncheon (Corea del Sur) | Medalla de plata  | –73 kg           |